# Mihael Omersa
Mihael Omersa, slovenski rimskokatoliški duhovnik in skladatelj, * 29. september 1679, Kamnik, † 23. april 1742, Ig.

## Življenje in delo
Rodil se je očetu Mihaelu st. in materi Heleni. Kje je študiral, ni znano. Bil je vikar pri ljubljanski stolnici sv. Nikolaja in spovednik stolnega dekana Dolničarja. Od 1715 do smrti je bil župnik na Igu. Dne 31. avgusta 1741 je v Tomišlju, kjer je v letih 1720–1724 postavil novo cerkev, ustanovil beneficij, kateremu je podaril svojo precej bogato knjižnico. V času službovanja v Ljubljani je v letih 1709–1713 zložil 5 oratorijev z latinskim besedilom: Diva Magdalena poenitens. Drama scriptum musicis adaptatum concentibus (1709), Pastor bonus. In aula archiconfrat. ss. Corporis Christi Lab. modulis expressus (1710), Mater Dolorosa. Melodramma (1711), Lab. cantatum; Christus baiulans crucem. Oratorium die parasc (1712) in Lab. exhibitum; David deprecans pro populo ad avertendam plagam suis imminatam. Dramma sacrum in die parasc (1713). 